# Kostel svatého Filipa a Jakuba (Rača)
Kostel svatého Filipa a Jakuba (slovensky Kostol svätých Filipa a Jakuba) je římskokatolický farní kostel, který se nachází v bratislavské městské části Rača.
První zmínka o něm je z roku 1390, i když z písemných pramenů se dá předpokládat, že v Rači byl kostel již v první polovině 14. století. V průběhu staletí měl postupně několik titulů (Všech svatých, sv. Leonard, Panna Maria). Od 1. května 1844 je kostel zasvěcen apoštolům sv. Filipovi a Jakubovi. V období reformace patřil evangelíkům až do roku 1629.
V roce 1888 byla provedena přestavba do nynější podoby.